# Classe Fiori
La classe 400 o classe Fiori sono stati dei dragamine costieri amagnetici di origine americana entrata in servizio nella Marina Militare nel secondo dopoguerra. Le unità avevano lo scafo in pino dell'Oregon. Le unità erano ex YMS americani costruiti negli Stati Uniti ed in servizio nella Royal Navy. Vennero consegnati dagli USA all'Italia nel 1947 (i primi 16) e nel 1950 (l'ultimo, acquistato sul mercato)  e rimasero in servizio sino al 1967.
Le unità erano dei motodragamine BYMS (B indica British) ordinati dalla Royal Navy agli Stati Uniti d'America dopo la firma della legge degli affitti e prestiti dell'11 marzo 1941. L'ordinativo iniziale della Commissione inglese era di 80 unità navali (da 1 a 80) successivamente elevato a 250, ma il secondo ordine di 170 unità venne rilevato dalla US Navy a fronte delle esigenze belliche. Poiché le unità britanniche e quelle americane avevano una numerazione concorrente e separata si è verificato il caso che esistessero BYMS e YMS con lo stesso identificativo numerico. Nel corso del conflitto 53 unità (il loro distintivo ottico YMS era compreso tra 137 e 284) delle 170 richieste nel secondo ordinativo vennero effettivamente trasferite alla marina inglese conservando lo stesso distintivo ottico americano. Tra dicembre 1943 e aprile 1944, allo scopo di evitare confusioni, tutti i dragamine della Royal Navy del tipo BYMS aggiunsero 2000 al proprio numero individuale, ma restando sempre identificati come BYMS.
Le unità del tipo BMYS consegnate all'Italia furono 17, appartenenti a due serie:  6 della prima serie (Anemone ex BYMS tra 9 e 27) con due fumaioli e 11 della seconda serie (Azalea ex BYMS tra 37 e 280) con un solo fumaiolo, avevano il medesimo scafo con soprastrutture diverse.
Un ulteriore dragamine dello stesso tipo, utilizzato dai contrabbandieri con il nome di Monte Carmelo ex Nanridi ex BYMS 2031, fu utilizzato dalla Scuola Nautica della Guardia di Finanza a partire dal 1959, tre anni dopo essere stato sequestrato a Palermo. Nel 1972 il dragamine, che era stato intitolato al vicecomandante della Guardia di Finanza Galliano, morto durante la Seconda guerra mondiale, fu danneggiato da un'esplosione e quindi dismesso. Il dragamine, utilizzato per una sperimentazione come portaelicotteri dalla Marina militare, può accogliere sul ponte di volo un elicottero “AB 47G”.

## Unità
- "Anemone" (ex "BYMS 2009")
- "Azalea" (ex "BYMS 2142")
- "Begonia" (ex "BYMS 2073")
- "Dalia" (ex "BYMS 2141")
- "Fiordaliso" (ex "BYMS 2277")
- "Gardenia" (ex "BYMS 2150")
- "Gladiolo" (ex "BYMS 2042")
- "Magnolia" (ex "BYMS 2206")
- "Orchidea" (ex "BYMS 2037")
- "Primula" (ex "BYMS 2278")
- "Tulipano" (ex "BYMS 2194")
- "Verbena" (ex "BYMS 2280")
- "Biancospino" (ex "BYMS 2012")
- "Geranio" (ex "BYMS 2014")
- "Mughetto" (ex "BYMS 2023")
- "Narciso" (ex "BYMS 2024")
- "Oleandro" (ex "BYMS 2027")

I dragamine Begonia e Dalia vennero usati dalla Guardia di Finanza fino al 1983 come navi scuola rispettivamente con i nomi "Oltremonti" e "Avallone"

## Calypso
Tra i BYMS l'unità più famosa è la nave Calypso ex dragamine BYMS-2026 che dopo essere stato assegnato al servizio attivo nel Mar Mediterraneo venne lasciato a Malta e tolta dal servizio nel 1947 e utilizzato come traghetto tra Malta e Gozo con il nome Calypso in onore della ninfa omonima.
La nave venne acquistata nel 1950 da un milionario irlandese che la affittò a Jacques Cousteau che la ristrutturò e trasformandola in una nave da ricerca e base di supporto per le immersioni e le ricerche oceanografiche.